# Parc national naturel Alto Fragua Indi-Wasi
Le parc national naturel Alto Fragua Indi-Wasi est un parc national situé dans le département de Caquetá, en Colombie.